# Олієво-Корнів
Олі́єво-Ко́рнів —  село в Україні, у Городенківській міській громаді Коломийського району Івано-Франківської області.

## Історія
Указом Президії Верховної Ради УРСР 23 жовтня 1940 р. Олієво-Корнівська сільська рада передана з Обертинського району до Городенківського району.
31 липня 1952 р. Городенківський райвиконком під приводом попереднього злиття колгоспів у колгосп ім. Калініна рішенням № 368 ліквідував Олієво-Корнівську сільраду з приєднанням її до Олієво-Королівської сільради.
Відповідно до Розпорядження Кабінету Міністрів України від 12 червня 2020 року № 714-р «Про визначення адміністративних центрів та затвердження територій територіальних громад Івано-Франківської області» увійшло до складу Городенківської міської громади.

## Населення

### Мова
Розподіл населення за рідною мовою за даними перепису 2001 року:
| Мова       | Кількість | Відсоток |
| ---------- | --------- | -------- |
| українська | 483       | 100%     |

## Географія
Селом протікає річка Семенівка.